# 서울지방철도특별사법경찰대
서울지방철도특별사법경찰대(서울地方鐵道特別司法警察隊)는 철도특별사법경찰대의 소속기관이다. 2009년 12월 31일 발족하였으며, 서울특별시 중구 청파로 426에 위치하고 있다. 대장은 철도경찰사무관으로 보한다.

## 연혁
- 2005년 1월 1일: 철도공안사무소 소속으로 서울철도공안분소를 설치. 소속기관으로 서울·청량리·영등포·용산·수원·광명·부평철도공안분실을 설치.
- 2009년 12월 31일: 철도특별사법경찰대 소속 서울지방철도특별사법경찰대로 개편. 소속기관인 철도공안분실을 철도경찰센터로 개편.
- 2012년 10월 10일: 남춘천철도경찰센터 설치.
- 2017년 2월 28일: 수서철도경찰센터 설치.

## 관할구역
- 경부고속선 (시흥연결선 ~ 서울기점 59.795km 지점)
- 경부선 중 서울역 ~ 평택역( 서울기점 78.35km 지점)
- 중앙선 중 청량리역 ~ 일신역 (청량리기점 72.15km 지점)
- 경인선
- 용산선
- 경춘선
- 경원선
- 경의선
- 교외선
- 망우선
- 신안산선
- 남부화물기지선
- 수인분당선
- 인천공항철도
- 신분당선
- 서해선 광역전철(소사-원시선, 대곡-소사선)
- 문산기지선
- 병점기지선
- 용문기지선
- 평내기지선
- 경강선(판교역 ~ 여주역)
- 수서평택고속선
- 3호선(일산선)
- 4호선(진접선, 과천선, 안산선)
- 7호선(인천교통공사 관리 구간)
- 8호선(별내선)

## 조직

### 대장
| - 운영지원과 - 수사과 - 광역철도수사과 | - 철도경찰센터 - 서울철도경찰센터 - 수서철도경찰센터 - 청량리철도경찰센터 - 영등포철도경찰센터 - 용산철도경찰센터 - 수원철도경찰센터 - 광명철도경찰센터 - 부평철도경찰센터 - 남춘천철도경찰센터 |